# بانوی دریاچه (فیلم ۱۹۴۷)
بانوی دریاچه (انگلیسی: Lady in the Lake) فیلمی در ژانر جنایی، معمایی، درام، و نوآر به کارگردانی رابرت مونتگومری است که در سال ۱۹۴۷ منتشر شد.

## بازیگران
- رابرت مونتگومری
- آدری تاتر
- لوید نولان
- تام تالی
- لیون امس
- جین مدوز
- کاتلین لاکهارت
- باد فاین